# Norbert Elias
Norbert Elias (født 22. juni 1897, død 1. august 1990) var en tysk-jødisk sociolog, der har skrevet på både tysk og engelsk. Han har især arbejdet med udforskningen af større sociale strukturers betydning for samfundet. Blev især betydningsfuld i 1970'erne.
Hans hovedværk er The Civilizing Process (Über den Prozess der Zivilisation) fra 1939.
I 1977 modtog han Adorno-prisen